# U-23-Fußball-Europameisterschaft 1976
Die dritte U-23-Fußball-Europameisterschaft, auch als III. Europameisterschaft der Nachwuchsmannschaften bezeichnet, fand von 1974 bis 1976 statt. An ihr nahmen Auswahlmannschaften von Spielern unter 23 Jahren aus 23 Verbänden teil. Den Europameistertitel gewann die UdSSR nach zwei Finalspielen gegen Titelverteidiger Ungarn.
Die Mannschaften aus der DDR und Österreich schieden in der Gruppenphase aus. Die Bundesrepublik Deutschland und die Schweiz nahmen an dem Wettbewerb nicht teil. Erstmals waren jedoch Luxemburg und zwei britische Mannschaften beteiligt.
Es war die letzte Auflage des Turniers dieser Altersklasse; die Europameisterschaft der U-23-Mannschaften wurde durch diejenige der U-21-Mannschaften ersetzt.

## Modus
Die 23 gemeldeten Mannschaften wurden auf sieben Dreier- und eine Zweiergruppen aufgeteilt, die in Hin- und Rückspielen „Jeder gegen Jeden“ einen Gruppensieger ermittelten. Die Gruppenersten erreichten das Viertelfinale; ab dieser Runde wurden im K.-o.-System in Hin- und Rückspiel die Teilnehmer der jeweils nächsten Runde ausgespielt. Zur Ermittlung der Sieger wurden bei Punkt- und Torgleichheit die Auswärtstorregel und das Elfmeterschießen angewandt.

## Qualifikation

### Gruppe 1
| Pl. | Land     | Sp. | S | U | N | Tore    | Diff. | Punkte |
| --- | -------- | --- | - | - | - | ------- | ----- | ------ |
| 1.  | England  | 4   | 3 | 1 | 0 | 009:400 | +5    | 07:10  |
| 2.  | Portugal | 4   | 1 | 1 | 2 | 005:600 | −1    | 03:50  |
| 3.  | ČSSR     | 4   | 0 | 2 | 2 | 003:700 | −4    | 02:60  |

Spielergebnisse
| England  | – | ČSSR    | 3:1 |
| Portugal | – | England | 2:3 |
| Portugal | – | ČSSR    | 2:0 |

### Gruppe 2
| Pl. | Land       | Sp. | S | U | N | Tore    | Diff. | Punkte |
| --- | ---------- | --- | - | - | - | ------- | ----- | ------ |
| 1.  | Ungarn     | 4   | 3 | 1 | 0 | 011:200 | +9    | 07:10  |
| 2.  | Österreich | 4   | 1 | 2 | 1 | 006:600 | ±0    | 04:40  |
| 3.  | Luxemburg  | 4   | 0 | 1 | 3 | 002:110 | −9    | 01:70  |

Spielergebnisse
| Luxemburg | – | Ungarn     | 0:3 |
| Luxemburg | – | Österreich | 1:3 |
| Ungarn    | – | Österreich | 2:2 |

### Gruppe 3
| Pl. | Land        | Sp. | S | U | N | Tore    | Diff. | Punkte |
| --- | ----------- | --- | - | - | - | ------- | ----- | ------ |
| 1.  | Jugoslawien | 4   | 2 | 2 | 0 | 007:200 | +5    | 06:20  |
| 2.  | Schweden    | 4   | 2 | 1 | 1 | 006:600 | ±0    | 05:30  |
| 3.  | Norwegen    | 4   | 0 | 1 | 3 | 001:600 | −5    | 01:70  |

Spielergebnisse
| Jugoslawien | – | Norwegen    | 2:0 |
| Schweden    | – | Jugoslawien | 1:1 |
| Norwegen    | – | Schweden    | 0:2 |

### Gruppe 4
| Pl. | Land       | Sp. | S | U | N | Tore    | Diff. | Punkte |
| --- | ---------- | --- | - | - | - | ------- | ----- | ------ |
| 1.  | Schottland | 4   | 4 | 0 | 0 | 011:200 | +9    | 08:0   |
| 2.  | Rumänien   | 4   | 1 | 1 | 2 | 008:900 | −1    | 03:50  |
| 3.  | Dänemark   | 4   | 0 | 1 | 3 | 004:120 | −8    | 01:70  |

Spielergebnisse
| Rumänien   | – | Dänemark   | 6:2 |
| Rumänien   | – | Schottland | 1:2 |
| Schottland | – | Dänemark   | 1:0 |

### Gruppe 5
| Pl. | Land        | Sp. | S | U | N | Tore    | Diff. | Punkte |
| --- | ----------- | --- | - | - | - | ------- | ----- | ------ |
| 1.  | Niederlande | 4   | 3 | 1 | 0 | 010:300 | +7    | 07:10  |
| 2.  | Italien     | 4   | 2 | 1 | 1 | 009:600 | +3    | 05:30  |
| 3.  | Finnland    | 4   | 0 | 0 | 4 | 004:120 | −8    | 0:80   |

Spielergebnisse
| Niederlande | – | Finnland | 3:0 |
| Niederlande | – | Italien  | 3:2 |
| Italien     | – | Finnland | 3:0 |

### Gruppe 6
| Pl. | Land   | Sp. | S | U | N | Tore    | Diff. | Punkte |
| --- | ------ | --- | - | - | - | ------- | ----- | ------ |
| 1.  | UdSSR  | 2   | 1 | 0 | 1 | 004:200 | +2    | 02:20  |
| 2.  | Türkei | 2   | 1 | 0 | 1 | 002:400 | −2    | 02:20  |

Spielergebnisse
| UdSSR | – | Türkei | 1:2 |

### Gruppe 7
| Pl. | Land       | Sp. | S | U | N | Tore    | Diff. | Punkte |
| --- | ---------- | --- | - | - | - | ------- | ----- | ------ |
| 1.  | Frankreich | 4   | 2 | 1 | 1 | 006:500 | +1    | 05:30  |
| 2.  | DDR        | 4   | 1 | 2 | 1 | 004:400 | ±0    | 04:40  |
| 3.  | Belgien    | 4   | 1 | 1 | 2 | 004:500 | −1    | 03:50  |

Spielergebnisse
| Frankreich | – | Belgien    | 1:0 |
| DDR        | – | Frankreich | 1:1 |
| Belgien    | – | DDR        | 0:0 |

### Gruppe 8
| Pl. | Land         | Sp. | S | U | N | Tore    | Diff. | Punkte |
| --- | ------------ | --- | - | - | - | ------- | ----- | ------ |
| 1.  | Bulgarien    | 4   | 3 | 0 | 1 | 006:300 | +3    | 06:20  |
| 2.  | Polen        | 4   | 2 | 0 | 2 | 007:500 | +2    | 04:40  |
| 3.  | Griechenland | 4   | 1 | 0 | 3 | 004:900 | −5    | 02:60  |

Spielergebnisse
| Griechenland | – | Bulgarien    | 0:2 |
| Polen        | – | Bulgarien    | 2:1 |
| Polen        | – | Griechenland | 4:1 |

## Finalrunde

### Viertelfinale
|             | Gesamt          |             | Hinspiel | Rückspiel |
| ----------- | --------------- | ----------- | -------- | --------- |
| Ungarn      | 4:3             | England     | 3:0      | 1:3       |
| Niederlande | 2:2 (4:3 i. E.) | Schottland  | 2:0      | 0:2 n. V. |
| Bulgarien   | 3:5             | Jugoslawien | 2:3      | 1:2       |
| Frankreich  | 3:3 (2:4 i. E.) | Sowjetunion | 2:1      | 1:2 n. V. |

### Halbfinale
|             | Gesamt |             | Hinspiel | Rückspiel |
| ----------- | ------ | ----------- | -------- | --------- |
| Ungarn      | 4:3    | Jugoslawien | 3:2      | 1:1       |
| Sowjetunion | 3:1    | Niederlande | 3:0      | 0:1       |

### Finale
|        | Gesamt |             | Hinspiel  | Rückspiel |
| ------ | ------ | ----------- | --------- | --------- |
| Ungarn | 2:3    | Sowjetunion | 1:1 (1:0) | 1:2 (0:2) |

#### Hinspiel
| Ungarn                                    | Ungarn | UdSSR | UdSSR |
| ----------------------------------------- | --- | --- | ----- |
| Ungarn                                    | \| 19. Juni 1976 in Budapest[2] \| \| Ergebnis: 1:1 (1:0) \| \| Zuschauer: 10.000 \| \| Schiedsrichter: John Gordon ( Schottland) \|                               | \| 19. Juni 1976 in Budapest[2] \| \| Ergebnis: 1:1 (1:0) \| \| Zuschauer: 10.000 \| \| Schiedsrichter: John Gordon ( Schottland) \|                                                                                           | UdSSR |
| Ungarn                                    | Sándor Gujdár – György Kerekes, Balint, Tibor Rab (58. Kovács), Lukács – Tibor Nyilasi, Ebedli, Pinter – Lajos Májer, Szabó, Magyar (46. Varadi) Cheftrainer: N.N. | Wiktor Radajew – Wiktor Kruglow, Valeriy Horbunov, Swezow, Wysoki – Choren Howhannisjan, Michail An, Alexander Minajew – Waleri Gassajew, Dawit Qipiani (68. Sergei Petrenko), Petro Slobodyan Cheftrainer: Walentin Nikolajew | UdSSR |
| Ungarn                                    | 1:0 Nyilasi (2.) | 1:1 Slobodjan (64.) | UdSSR |
| 19. Juni 1976 in Budapest                 | | |       |
| Ergebnis: 1:1 (1:0)                       | | |       |
| Zuschauer: 10.000                         | | |       |
| Schiedsrichter: John Gordon ( Schottland) | | |       |

#### Rückspiel
| UdSSR                                               | UdSSR | Ungarn | Ungarn |
| --------------------------------------------------- | --- | --- | ------ |
| UdSSR                                               | \| 23. Juni 1976 in Moskau \| \| Ergebnis: 2:1 (2:0) \| \| Zuschauer: 22.000 \| \| Schiedsrichter: Hans-Joachim Weyland ( Deutschland) \|                                                                                              | \| 23. Juni 1976 in Moskau \| \| Ergebnis: 2:1 (2:0) \| \| Zuschauer: 22.000 \| \| Schiedsrichter: Hans-Joachim Weyland ( Deutschland) \| | Ungarn |
| UdSSR                                               | Wiktor Radajew – Wiktor Kruglow, Valeriy Horbunov, Wysoki, Swezow – Jurij Adschem, Waleri Gassajew, Michail An – Wladimir Fjodorow (67. Guzajew), Sergei Petrenko, Petro Slobodyan (46. Dawit Qipiani) Cheftrainer: Walentin Nikolajew | Gujdár – Kerekes, Lukács, Ebedli(36. Kovács), Balint – Májer, Nyilasi, Szabó – Varadi, Pinter, Magyar Cheftrainer: N.N.                   | Ungarn |
| UdSSR                                               | 1:0 Fedorow (21.) 2:0 Gassajew (39.) | 2:1 Magyar (53.) | Ungarn |
| 23. Juni 1976 in Moskau                             | | |        |
| Ergebnis: 2:1 (2:0)                                 | | |        |
| Zuschauer: 22.000                                   | | |        |
| Schiedsrichter: Hans-Joachim Weyland ( Deutschland) | | |        |